# Pradosia cuatrecasasii
Pradosia cuatrecasasii là một loài thực vật thuộc họ Sapotaceae. Đây là loài đặc hữu của Colombia.